# 久野愛
久野 愛（くの めぐみ、1990年7月10日 - ）は、大阪府堺市出身の元ラジオパーソナリティ。2011年4月4日から2014年3月28日まで、『おはようパーソナリティ道上洋三です』（ABCラジオ、以下『おはパソ』と略記）の第10代アシスタントを務めていた。放送上の愛称は、苗字の「久」の字の音読みに由来する「キューちゃん（Qちゃん・久ちゃん）」。

## 人物
- 『おはパソ』では1998年10月5日から、関西を中心に活動するタレントの秋吉英美（通称「英美ちゃん」）が、10年以上にわたって第9代アシスタントを務めてきた。しかし、秋吉が2011年1月4日の放送で第1子の懐妊を発表したため、番組では同月から秋吉の後を継ぐ第10代アシスタントオーディションを開催した。大阪市立大学商学部の2年生だった久野は、このオーディションに応募したところ、タレント活動の経験がないにもかかわらず1,844名の応募者の中から「リスナー代表」として第10代アシスタントに採用。大学3年生になったばかりの同年4月4日放送分から、番組史上最年少（当時20歳・平成生まれの人物では番組初）のアシスタントとして、47歳年上の道上洋三（朝日放送エグゼクティブアナウンサー）と共演している[2]。ちなみに、「キューちゃん（Qちゃん・久ちゃん）」という愛称は、初日の放送でリスナーからの公募を経て道上が命名した[3]。
- 『おはパソ』のオーディションに応募したきっかけは、 中学校2年生（2004年頃）の時に道上が「父兄講演会」の講師として母校を訪れた際に、「英美ちゃんの後（のアシスタント）を狙ってるな～」と声を掛けられたことにさかのぼる。久野も、アシスタントに就任した際の挨拶で、「目標とする人物」として秋吉の名を挙げていた。ちなみに、オーディションを応募する前には、2年連続で今宮戎神社の「えびす娘」を務めている。
- ピアノ、華道、英会話が得意[4]で、『おはパソ』の放送中には、折に触れて英語を披露。また、久野のアシスタント就任を機に、久野のピアノ演奏によるジングルを流すようになった。2012年から2014年までは、毎年1回ザ・シンフォニーホールで開催される「道上洋三の春休みファミリー・コンサート」で、道上と共に司会を務めるかたわら後半でピアノの独奏に臨んでいた[5]。
- 『おはパソ』出演期間中の2013年3月に大阪市立大学を卒業した後に、同年4月から大阪大学大学院経済学研究科へ進学[6]。大学時代から平日には『おはパソ』全編への出演後に学校へ直行する日が多いにもかかわらず、夏季・年末年始休暇中の放送を除いて、アシスタントを皆勤した[7]。その一方で、同番組ではしばしば、学業や休暇中のエピソードも語っている。また、2012年6月15日にワニブックスから発売された『おはようパーソナリティ道上洋三です 35周年記念本「ハイ!どうじょ」』には、公私にわたって密着取材を受けた模様が掲載された。
- 大学時代から会計学を専攻。大学院への進学後に『おはパソ』への出演・学業と並行しながら、一般の学生・院生と同じ条件で就職活動に臨んだ結果、メディア以外の業界の企業への入社が内定した。同番組については、2014年3月28日（金曜日）放送分への出演を最後に、アシスタントを卒業[8]。道上は、「リスナー代表」として久野をアシスタントに選んだ経緯から、同月3日（月曜日）の放送で久野の卒業を伝える際に「キューちゃんをリスナーの下にお返しする」と表現していた。
- 当番組からの卒業を機に、タレントとしての活動を事実上終了。大阪大学大学院の修了を経て、2015年4月1日付で内定先の企業へ入社した。ただし、『おはパソ』が放送開始40周年記念を迎えた2017年には、歴代アシスタントの1人として10月9日（月曜日・体育の日）に市立吹田サッカースタジアムでの公開生放送に出演した。さらに、放送終了後には、秋吉を含む新旧のアシスタント9名による座談会の収録にも参加。11月12日（日曜日）の13:00 - 15:00にABCラジオで放送された『おはようパーソナリティ道上洋三です40周年記念特別番組～遠くまできたね!40年　こころ合わせて40年～』では、以上の音源が流れた。

## 関連人物
- 道上洋三
- 秋吉英美
- 三代澤康司 - 道上の部下で、『おはパソ』の後枠で放送中の生ワイド番組『ドッキリ!ハッキリ!三代澤康司です』のパーソナリティ。久野と同じ大学・学部を卒業した。
- 小川恵理子 - 大学の先輩に当たる松竹芸能所属のタレントで、久野と同様に、在学中から朝日放送の番組（放送時間帯が『おはパソ』と重なるABCテレビの『おはよう朝日です』）にレギュラーで出演していた。現在はABCラジオで、『桑原征平粋も甘いも』水曜日のアシスタントを務める。

## 出演番組
- 『おはようパーソナリティ道上洋三です』第10代アシスタント（ABCラジオ、2011年4月4日 - 2014年3月28日）
  - 出演期間中は学業との両立を優先したため、タレントとしての活動を、事実上『おはパソ』およびABCラジオ関連の番組・イベントに限定。